# Thomas Schremmer

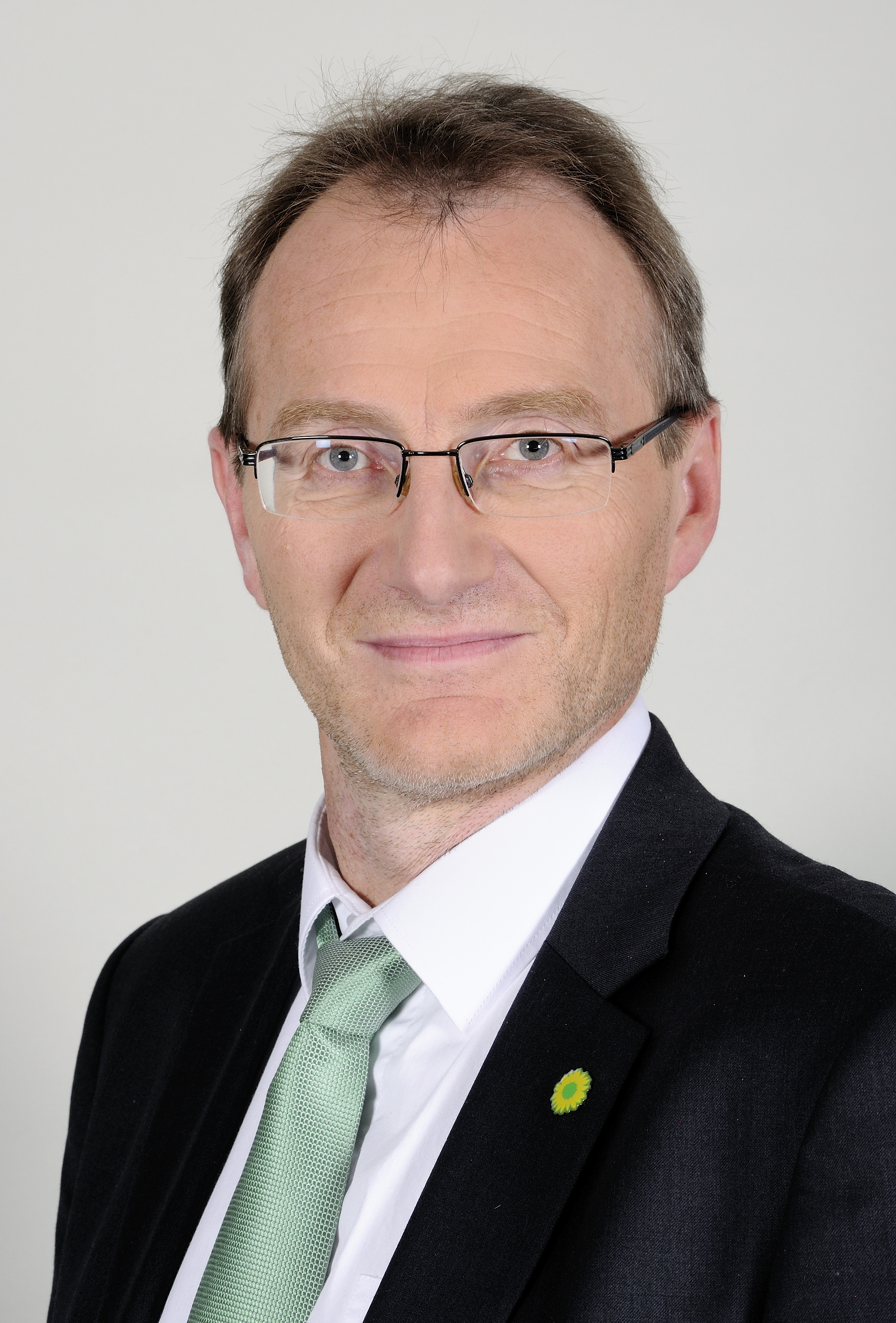
Thomas Schremmer (2013)

Thomas Schremmer (* 26. September 1960 in Ibbenbüren) ist ein deutscher Politiker (Bündnis 90/Die Grünen). Von 2013 bis 2017 war er Mitglied des Niedersächsischen Landtages.

## Leben
Nach dem Abitur 1980 in Salzgitter durchlief Thomas Schremmer eine Ausbildung zum staatlich anerkannten Erzieher. Von 1984 bis 1988 studierte er ohne Abschluss Mineralogie. Von 1989 bis zur Wahl in den Landtag 2013 war er bei der Landeshauptstadt Hannover angestellt.
Thomas Schremmer wohnt in Hannover-Döhren, ist verheiratet und hat zwei Kinder.

## Politik
Thomas Schremmer ist seit 1998 Mitglied der Grünen. Von 2006 bis 2012 war er Sprecher des Grünen-Stadtverbandes Hannover und Mitglied des Parteirates.
Bei der Landtagswahl 2013 trat Thomas Schremmer im Wahlkreis Hannover-Ricklingen und auf Platz 6 der Grünen-Landesliste an. Während das Direktmandat an Stefan Politze (SPD) ging, zog Schremmer über die Landesliste in den Landtag ein. In der 17. Wahlperiode war er stellvertretender Vorsitzender der Grünen-Landtagsfraktion.
Bei der Landtagswahl 2017 trat er im Wahlkreis Hannover-Döhren und auf Platz 16 der Landesliste an, was nicht für einen Wiedereinzug in den Landtag reichte.